# Colonia Obrera (Chiapas)
Colonia Obrera es una localidad del estado mexicano de Chiapas. Es parte del municipio de Huixtla.

## Demografía
| Gráfica de evolución demográfica |
|                                  |

| Censo | Población |
| ----- | --------- |
| 1990  | 2 009     |
| 2000  | 1 758     |
| 2010  | 1 427     |
| 2020  | 1 404     |